# سپوژمی زریاب
سپوژمی زریاب یا سپوژمی رئوف (زادهٔ ۱۳۲۹، کابل) نویسندهٔ افغانستانی مقیم پاریس، فرانسه است. آثار او که به زبان فارسی هستند از نمونه‌های برجستهٔ داستان‌نویسی معاصر افغانستان به حساب می‌آیند.

## آغاز زندگی
سپوژمی فرزند عبدالرئوف پنجشیری، عتیقه‌فروش اهل کابل، است. پدرش فرزندانش را به تحصیل تشویق می‌کرد، به طوری که سپوژمی از دوران نوجوانی به داستان‌نویسی روی آورد. دبیرستان را در مدرسهٔ ملالی کابل تحصیل کرد و سپس در رشتهٔ زبان و ادبیات فرانسوی از دانشگاه کابل فارغ‌التحصیل شد. او مقطع دکترا خود را در رشتهٔ ادبیات نوین در بزانسون، فرانسه گذراند. پس از پایان تحصیلات به افغانستان برگشت و آموزگار شد.

## نویسندگی
تا پیش از جنگ افغانستان، آثار او در روزنامه‌ها و مجلات افغانستان و ایران چاپ می‌شدند. آثار او به زبان فارسی هستند. داستان‌های منتشره از او نمونه‌های خوب داستان‌نویسی فارسی معاصر است. شخصیت‌های آثار این نویسنده در پرده ابهام قرار ندارند و در کلامی کوتاه و مناسب شناسانده می‌شوند. زریاب از زنان داستان‌نویس بنام افغانستان است که ساختار داستان‌هایش به شدت از آلبر کامو و فرانتس کافکا متأثر است و در برخی از داستان‌هایش از صادق هدایت تأثیر پذیرفته‌است. وی برخلاف بیشتر داستان‌نویسان هموطنش، به ندرت زیاده‌گویی دارد و در توصیف صحنه‌ها و فضاسازی قصه‌ها از زبانی دقیق و روان برخوردار است. سپوژمی حدود ۴۰ داستان کوتاه نوشته‌است یکی از نخستین نویسندگان معاصر افغان است که آثارش به زبان فرانسوی ترجمه شده‌اند. با وجود این که داستان‌های کوتاه در ادبیات معاصر افغانستان فراوان است، امّا تعداد کمی از آنها توانسته‌اند چنین دید استادانه و فشرده‌ای از جهان‌های بسته و طغیان‌گر ارائه دهند، جایی که پوچی تنها جای خود را به چیزهای وحشتناک می‌دهد. داستان‌های کوتاه زریاب افرادی را، بیشتر زنان، fه تصویر می‌کشد که با جهان‌های به شدت خصمانه روبه‌رو هستند و باید در آن میان بجنگند. تکرارهای آزاردهنده، دائماً وجود دیوارهایی اجتناب‌ناپذیر را به خوانندگان یادآوری می‌کنند که افرادی را احاطه کرده‌اند که اسیر زمان، پول، تنهایی، بوروکراسی، عدم درک و بی‌تفاوتی نسبت به دیگران هستند.

### آثار
دو مجموعه‌داستان «دشت قابیل» و «شرنگ‌شرنگ زنگ‌ها» (۱۳۶۳) و داستان بلند «در کشوری دیگر» از جمله آثار سپوژمی زریاب هستند. «در کشوری دیگر» نخستین بار در سال ۱۳۶۷ منتشر شد و نشر زریاب آن را در سال ۱۳۹۳ با بازنگری نگارشی و املایی منتشر کرد. نشر سپیده‌باوران در ایران این رمان را با اضافه کردن پاورقی معادل ایرانیِ واژگان افغانی منتشر کرده‌است. این رمان داستان مهاجری شرقی در کشور غربی است که دیدی شرقی نسبت به جهان غرب را به تصویر می‌کشد. همچنین مجموعه‌ای مشترک از داستان‌های رهنورد و سپوژمی زریاب با عنوان «برف و نقش‌های روی دیوار» در تهران منتشر شده‌است.

## زندگی شخصی
سپوژمی پس از پایان تحصیلات در فرانسه، در افغانستان با رهنورد زریاب، نویسنده، ازدواج کرد و حاصل ازدواج آنها سه دختر، از جمله شبنم زریاب، نویسنده و فیلمساز، است. وی قبل از ازدواج با رهنورد زریاب، داستان‌های خود را با اسم سپوژمی رئوف منتشر می‌کرد. در سال ۱۹۹۱ در حالی که روسیه افغانستان را اشغال کرده بود و سپوژمی به عنوان مترجم در سفارت فرانسه کار می‌کرد، او و دخترانش، به مون‌پلیه در فرانسه نقل مکان کردند و سال ۱۹۹۴ رهنورد نیز به آنها پیوست. پس از سقوط طالبان، همسرش به افغانستان بازگشت و ولی سپوژمی برای نگهداری از فرزندان و تدریس در فرانسه ماند. در سال ۱۳۹۹، رهنورد به کووید-۱۹ مبتلا شد، در حالی که سپوژمی برای عیادت و پرستاری از او به کابل بازگشته بود، در گذشت.